# Pawłów (gromada w powiecie szydłowieckim)
Pawłów – dawna gromada, czyli najmniejsza jednostka podziału terytorialnego Polskiej Rzeczypospolitej Ludowej w latach 1954–1972.
Gromady, z gromadzkimi radami narodowymi (GRN) jako organami władzy najniższego stopnia na wsi, funkcjonowały od reformy reorganizującej administrację wiejską przeprowadzonej jesienią 1954 do momentu ich zniesienia z dniem 1 stycznia 1973, tym samym wypierając organizację gminną w latach 1954–1972.
Gromadę Pawłów z siedzibą GRN w Pawłowie utworzono – jako jedną z 8759 gromad na obszarze Polski – w powiecie koneckim w woj. kieleckim, na mocy uchwały nr 13d/54 WRN w Kielcach z dnia 29 września 1954. W skład jednostki weszły obszary dotychczasowych gromad Cychrówka i Pawłów ze zniesionej gminy Chlewiska w powiecie koneckim oraz Rybianka ze zniesionej gminy Szydłowiec w powiecie radomskim. Dla gromady ustalono 19 lub 18 członków gromadzkiej rady narodowej (dane źródłowe nie są zgodne).
1 października 1954 gromada weszła w skład nowo utworzonego powiatu szydłowieckiego w tymże województwie.
Gromada przetrwała do końca 1972 roku, czyli do kolejnej reformy gminnej.